# Lista de parques nacionais do Equador
Esta lista reúne os parques nacionais do Equador.

## Parques nacionais
| Nome                | Foto | Localização                              | Área                     | Data de criação |
| ------------------- | ---- | ---------------------------------------- | ------------------------ | --------------- |
| Cayambe-Coca        |      | Imbabura, Pichincha, Sucumbíos e Napo    | 403 103 ha (1 556 sq mi) | 1970            |
| Cotopaxi            |      | Cotopaxi (província)                     | 33 393 ha (129 sq mi)    | 1975            |
| El Cajas            |      | Azuay                                    | 28 540 ha (110 sq mi)    | 1996            |
| Galápagos           |      | Galápagos                                | 799 540 ha (3 087 sq mi) | 1959            |
| Llanganates         |      | Cotopaxi, Napo, Pastaza e Tungurahua     | 219 707 ha (848 sq mi)   | 1996            |
| Machalilla          |      | Manabí                                   | 75 059 ha (290 sq mi)    | 1979            |
| Podocarpus          |      | Zamora-Chinchipe                         | 146 280 ha (565 sq mi)   | 1982            |
| Sangay              |      | Morona-Santiago, Chimborazo e Tungurahua | 517 765 ha (1 999 sq mi) | 1979            |
| Sumaco Napo-Galeras |      | Napo, Orellana e Sucumbíos               | 206 749 ha (798 sq mi)   | 1994            |
| Yacurí              |      | Zamora-Chinchipe e Loja                  | 43 100 ha (166 sq mi)    | 2009            |
| Yasuní              |      | Napo e Pastaza                           | 982 300 ha (3 793 sq mi) | 1979            |

## Reservas Nacionais

### Reservas ecológicas
Existem nove reservas ecológicas nacionais:
- Reserva Ecológica Arenillas
- Reserva Ecológica Manglares Churute
- Reserva Ecológica Antisana
- Reserva Ecológica Cotacachi Cayapas
- Reserva Ecológica El Angel
- Reserva Ecológica Illinizas
- Reserva Ecológica Manglares Cayapas Mataje
- Reserva Ecológica Cofán-Bemejo
- Reserva Ecológica Mache-Chindul

### Reservas biológicas
Existem 4 reservas biológicas nacionais:
- Reserva Biológica Cerro Plateado
- Reserva Biológica El Quimi
- Reserva Biológica El Cóndor
- Reserva Biológica Nacional Limoncocha

### Reserva geobotânica
Existe uma reserva geobotânica nacional:
- Reserva Geobotânica Pululahua

### Refúgios de vida selvagem
Existem dez refúgios de vida selvagem nacionais:
- Refúgios da vida selvagem de Pasochoa
- Refúgios da Vida Selvagem de Isla Santa Clara
- Refúgios da Vida Selvagem Isla Corazón y Fragata
- Refúgios da vida selvagem de La Chiquita
- Refúgios da vida selvagem de El Zarza
- Refúgios da Vida Selvagem de El Pambilar
- Refúgios da Vida Selvagem de Pacoche
- Refúgios da Vida Selvagem do Pântanos de El Morro
- Refúgio de Vida Selvagem do Pantanal do Estuário Rio Muisne
- Refúgio de Vida Selvagem do Pantanal de Rio Esmereldas

### Reservas particulares
Além das muitas reservas, refúgios e parques nacionais no Equador, existem algumas reservas e refúgios de propriedade e operação por particulares não listados nesta página, que são exclusivamente Parques Nacionais e outros Ativos Ecológicos Nacionais.